# Carita de inocente
«Carita de inocente» es una canción del artista estadounidense Prince Royce. Se estrenó como sencillo de su sexto álbum de estudio, Alter Ego (2020) el 21 de febrero de 2020.

## Antecedentes y composición
Dos semanas después del lanzamiento de su sexto álbum de estudio, Royce estrenó el sencillo «Carita de inocente» el 21 de febrero de 2020. El tema es una canción bachata con sonidos tropicales, escrita por Royce junto a Yonayhan Then y D'Lesly Lora, mientras que la producción fue llevada a cabo por este último junto al cantante. En una entrevista para Apple music, Royce comentó que la pista «es una bachata tradicional, pero por otro lado el formato es muy diferente, recordando al Prince Royce original». La canción cuenta con una versión remix, con la participación del cantante puertorriqueño Myke Towers, lanzada el 3 de junio de 2020.

## Presentaciones en vivo
Royce interpretó «Carita de inocente» durante una transmisión en línea en SiriusXM.

## Posicionamiento en listas
| Listas (2020)                     | Mejor posición |
| --------------------------------- | -------------- |
| Estados Unidos (Latin Airplay)    | 16             |
| Estados Unidos (Hot Latin Sogs)   | 44             |
| Estados Unidos (Tropical Airplay) | 1              |

## Historial de lanzamiento
| País   | Fecha                 | Formato                     | Discográfica                | Ref   |
| ------ | --------------------- | --------------------------- | --------------------------- | ----- |
| Varios | 21 de febrero de 2020 | Descarga digital, Streaming | Sony Music Entertainment US | [ 1 ] |